# Brian Rafalski
Brian Christopher Rafalski (Dearborn, 28 settembre 1973) è un ex hockeista su ghiaccio statunitense di ruolo difensore.
Nel corso della propria carriera disputò 15 stagioni presso cinque differenti squadre: 11 furono trascorse nella National Hockey League presso i New Jersey Devils ed i Detroit Red Wings, tre nella SM-liiga con l'HPK e l'HIFK ed un'altra nella Elitserien con il Brynäs IF. Dopo aver iniziato la propria carriera lontano dalla NHL, trascorrendo quattro anni in Europa, Rafalski vinse la Stanley Cup per tre volte e giocando per cinque volte la serie finale (2000, 2001, 2003, 2008, 2009). Rafalski inoltre giocò con la maglia degli Stati Uniti in occasione di tre tornei olimpici, conquistando due medaglie d'argento.

## Carriera

### College ed Europa
Rafalski giocò per i Wisconsin Capitals nella USHL per una stagione, totalizzando 23 punti in 47 partite. Trascorse le quattro stagioni successive presso la Università del Wisconsin-Madison, totalizzando nella sua ultima stagione 45 punti in 43 gare. Nel corso della stagione 1994-95 fu inserito nell'All-Star Team della WCHA, della NCAA West e vinse il titolo come difensore dell'anno. Senza la possibilità di un immediato futuro in NHL trascorse la stagione 1995-1996 con il Brynäs IF, squadra della Elitserien svedese. Nella stagione successiva si trasferì in Finlandia, nella SM-liiga, con la maglia dell'HPK; dopo aver raccolto 35 punti in una stagione si trasferì nel 1997 all'HIFK, dove disputò le due stagioni successive. Nella sua ultima stagione in Europa Rafalski totalizzò 19 reti e 53 punti in altrettante partite, conquistando il premio Kultainen kypärä come miglior giocatore del campionato. Fu il primo giocatore non finlandese a vincere tale premio.

### Carriera in NHL

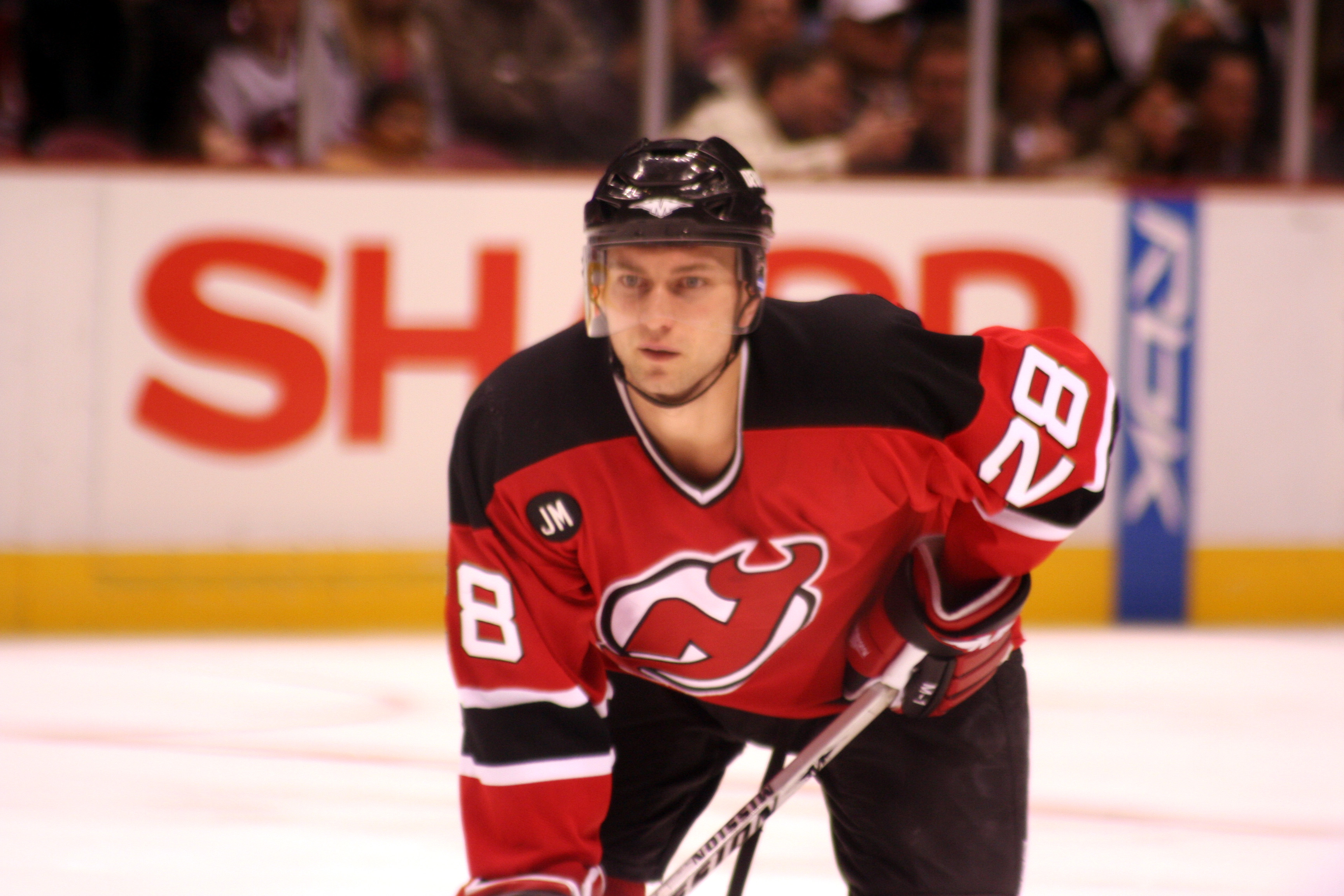
Rafalski con la maglia dei New Jersey Devils

Rafalski fu nominato nel 1999 da Sporting News miglior giocatore del mondo non militante nella NHL. Il 7 maggio dello stesso anno firmò un contratto con i New Jersey Devils come free agent. All'età di 26 anni fece il suo debutto nella stagione 1999-2000, molto più vecchio degli altri esordienti, ma con quattro anni di professionismo in Europa alle spalle.
Non appena giunse in New Jersey, Rafalski fu inserito nella stessa linea del capitano dei Devils Scott Stevens. I due sarebbero rimasti compagni di squadra fino al ritiro di Stevens nel 2004. La sua prima stagione si concluse con 32 punti messi a referto e con una valutazione del plus/minus pari a +21, al primo posto fra i difensori esordienti. Rafalski aiutò i Devils a conquistare quell'anno la Stanley Cup. Insieme al compagno di squadra già vincitore del Calder Trophy Scott Gomez, fu inserito nell'NHL All-Rookie Team.
Rafalski nella sua stagione da sophomore si migliorò raccogliendo 52 punti. Nel corso dei play-off ne totalizzò ben 18, portando i Devils fino alla finale poi persa contro i Colorado Avalanche.

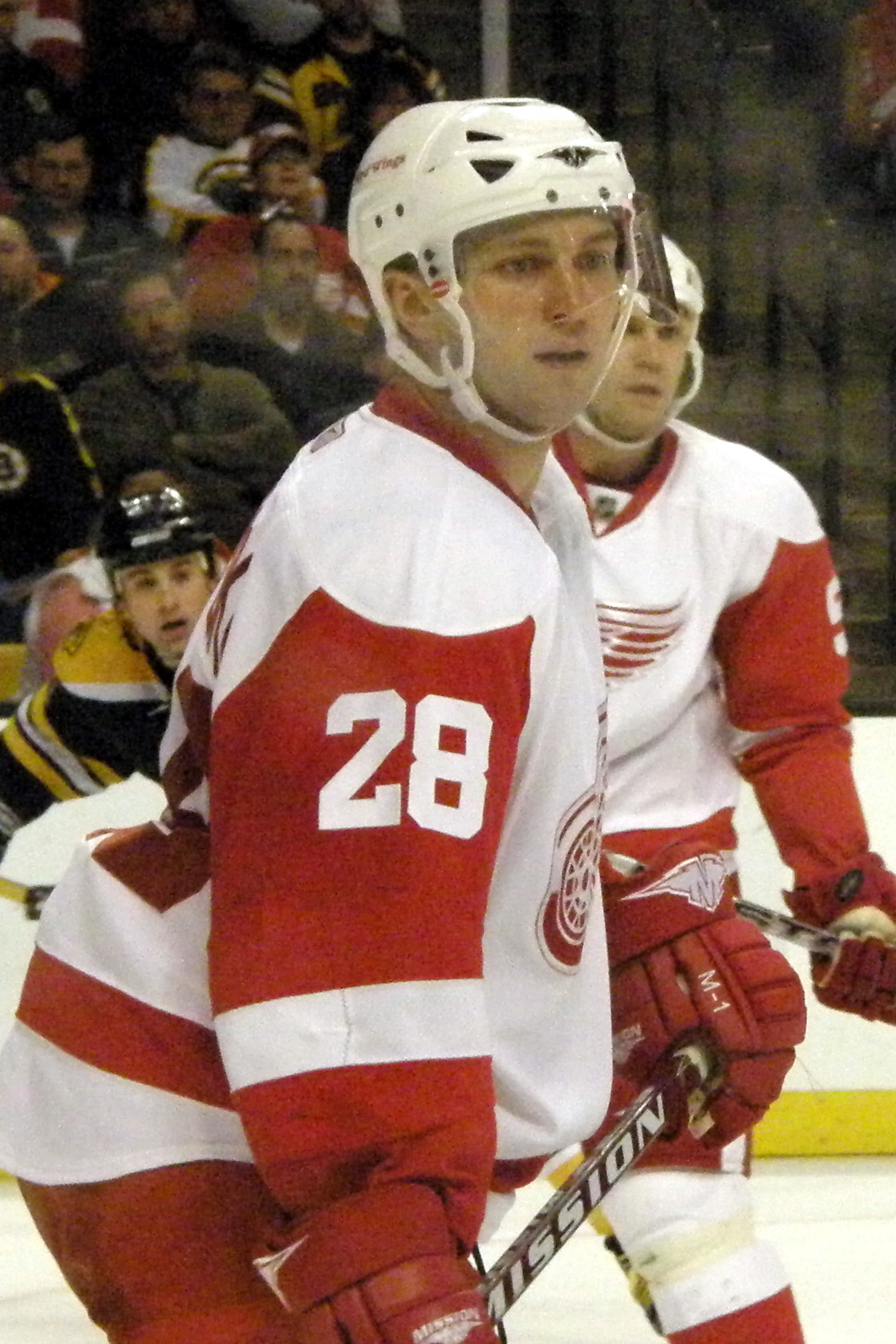
Rafalski in azione nel 2008.

Nella stagione 2001-2002 Rafalski proseguì con costanza totalizzando 47 punti, ricevendo la chiamata per disputare l'NHL All-Star Game; tuttavia a causa di un infortunio fu costretto a saltare l'evento. La stagione successiva guidò ancora una volta nelle statistiche la difesa dei Devils con 40 punti, e raggiunse di nuovo la finale di Stanley Cup, nella quale i Devils riuscirono a sconfiggere in sette gare i Mighty Ducks of Anaheim nel giugno del 2003.
Il 1º luglio 2007 passò ai Detroit Red Wings, con un contratto valido per cinque stagioni da 30 milioni di dollari. Rafalski, cresciuto nel sobborgo di Dearborn, era da sempre stato un fan dei Red Wings. Con l'arrivo nella nuova franchigia fu inserito nella stessa linea di un'altra stella della NHL, lo svedese Nicklas Lidström.
Rafalski stabilì il suo record personale di reti in una stagione (11) con una rete contro i St. Louis Blues il 5 marzo 2008, portando poi il numero alla conclusione della stagione a 13. Il 4 giugno Rafalski conquistò insieme ai Wings la Stanley Cup, la terza nella sua carriera. In questa occasione Rafalski mise a segno la prima rete nella decisiva Gara-6, conclusasi per 3-2 contro i Pittsburgh Penguins.
Il 1º gennaio 2009 Rafalski segnò il gol della vittoria per i Red Wings in occasione del Winter Classic, la prima gara nella storia dei Red Wings in NHL disputatasi all'aperto. I Red Wings sconfissero in trasferta i Chicago Blackhawks con il punteggio di 6-4. Rafalski concluse i playoff di Stanley Cup con tre reti e nove assist, portando la sua formazione alla finale poi persa contro i Penguins.
Il 25 maggio 2011 Rafalski annunciò il suo ritiro dalla NHL, nonostante avesse ancora un anno di contratto con Detroit, a causa di problemi alla schiena e al ginocchio.

### Nazionale
Rafalski giocò con la maglia degli Stati Uniti in occasione delle Olimpiadi invernali di Salt Lake City nel 2002, perdendo la finale contro i rivali del Canada.
Continuò a rappresentare il Team USA in ambito internazionale anche nella World Cup of Hockey 2004 e nelle Olimpiadi del 2006, arrivando rispettivamente al quarto e all'ottavo posto.
Rafalski giocò a Vancouver 2010 con il ruolo di capitano alternativo. Segnò due reti e fornì un assist nella partita del girone contro il Canada vinta per 5-3, garantendosi l'accesso diretto ai quarti di finale. Concluse il torneo con un'altra medaglia d'argento giungendo al terzo posto nella classifica dei marcatori con 4 gol e 4 assist, primo fra i difensori. Fu nominato miglior difensore del torneo e fece parte dell'All-Star Team della manifestazione olimpica.

## Statistiche

### Club
| Stagione   | Squadra            | Stagione regolare | Stagione regolare | Stagione regolare | Stagione regolare | Stagione regolare | Stagione regolare | Playoff | Playoff | Playoff | Playoff | Playoff |
| Stagione   | Squadra            | Lega              | P                 | G                 | A                 | Pt                | PIM               | P       | G       | A       | Pt      | PIM     |
| ---------- | ------------------ | ----------------- | ----------------- | ----------------- | ----------------- | ----------------- | ----------------- | ------- | ------- | ------- | ------- | ------- |
| 1990-1991  | Wisconsin Capitols | USHL              | 47                | 12                | 11                | 23                | 28                | -       | -       | -       | -       | -       |
| 1991-1992  | Wisconsin Badgers  | WCHA              | 38                | 3                 | 16                | 19                | 40                | -       | -       | -       | -       | -       |
| 1992-1993  | Wisconsin Badgers  | WCHA              | 32                | 0                 | 13                | 13                | 10                | -       | -       | -       | -       | -       |
| 1993-1994  | Wisconsin Badgers  | WCHA              | 37                | 6                 | 17                | 23                | 26                | -       | -       | -       | -       | -       |
| 1994-1995  | Wisconsin Badgers  | WCHA              | 43                | 11                | 34                | 45                | 48                | -       | -       | -       | -       | -       |
| 1995-1996  | Brynäs IF          | SEL               | 40                | 4                 | 14                | 18                | 26                | 9       | 0       | 1       | 1       | 2       |
| 1996-1997  | HPK                | SM-l              | 49                | 11                | 24                | 35                | 26                | 10      | 6       | 5       | 11      | 4       |
| 1997-1998  | HIFK               | SM-l              | 40                | 13                | 10                | 23                | 20                | 9       | 5       | 6       | 11      | 0       |
| 1998-1999  | HIFK               | SM-l              | 53                | 19                | 34                | 53                | 18                | 11      | 5       | 9       | 14      | 4       |
| 1999-2000  | New Jersey Devils  | NHL               | 75                | 5                 | 27                | 32                | 28                | 23      | 2       | 6       | 8       | 8       |
| 2000-2001  | New Jersey Devils  | NHL               | 78                | 9                 | 43                | 52                | 26                | 25      | 7       | 11      | 18      | 7       |
| 2001-2002  | New Jersey Devils  | NHL               | 76                | 7                 | 40                | 47                | 18                | 6       | 3       | 2       | 5       | 4       |
| 2002-2003  | New Jersey Devils  | NHL               | 79                | 3                 | 37                | 40                | 14                | 23      | 2       | 9       | 11      | 8       |
| 2003-2004  | New Jersey Devils  | NHL               | 69                | 6                 | 30                | 36                | 24                | 5       | 0       | 1       | 1       | 0       |
| 2005-2006  | New Jersey Devils  | NHL               | 82                | 6                 | 43                | 49                | 36                | 9       | 1       | 8       | 9       | 2       |
| 2006-2007  | New Jersey Devils  | NHL               | 82                | 8                 | 47                | 55                | 34                | 11      | 2       | 6       | 8       | 8       |
| 2007-2008  | Detroit Red Wings  | NHL               | 73                | 13                | 42                | 55                | 34                | 22      | 4       | 10      | 14      | 12      |
| 2008-2009  | Detroit Red Wings  | NHL               | 78                | 10                | 49                | 59                | 20                | 18      | 3       | 9       | 12      | 11      |
| 2009-2010  | Detroit Red Wings  | NHL               | 78                | 8                 | 34                | 42                | 26                | 12      | 3       | 8       | 11      | 2       |
| 2010-2011  | Detroit Red Wings  | NHL               | 63                | 4                 | 44                | 48                | 22                | 11      | 2       | 1       | 3       | 4       |
| Totale NHL | Totale NHL         | Totale NHL        | 833               | 79                | 436               | 515               | 282               | 165     | 29      | 71      | 100     | 66      |

### Nazionale
| Stagione        | Livello          | Risultati       | Risultati | Risultati | Risultati | Risultati | Risultati |
| Stagione        | Livello          | Competizione    | P         | G         | A         | Pt        | PIM       |
| --------------- | ---------------- | --------------- | --------- | --------- | --------- | --------- | --------- |
| 1991-1992       | Stati Uniti U-20 | Mondiali U20    | 7         | 0         | 1         | 1         | 2         |
| 1992-1993       | Stati Uniti U-20 | Mondiali U20    | 7         | 0         | 2         | 2         | 2         |
| 1995            | Stati Uniti      | Mondiali        | 5         | 0         | 0         | 0         | 2         |
| 2002            | Stati Uniti      | Olimpiadi       | 6         | 1         | 2         | 3         | 2         |
| 2004            | Stati Uniti      | World Cup       | 4         | 0         | 3         | 3         | 6         |
| 2006            | Stati Uniti      | Olimpiadi       | 5         | 0         | 2         | 2         | 0         |
| 2010            | Stati Uniti      | Olimpiadi       | 6         | 4         | 4         | 8         | 2         |
| Totale carriera | Totale carriera  | Totale carriera | 40        | 5         | 14        | 19        | 14        |

## Palmarès

### Club
- Stanley Cup: 3

New Jersey: 1999-2000, 2002-2003
Detroit: 2007-2008
- Campionato finlandese: 1

HIFK: 1997-1998
- NCAA Championship (WCHA)

Wisconsin: 1994-1995

### Nazionale
- Giochi olimpici invernali:

Stati Uniti:  Salt Lake City 2002; Vancouver 2010

### Individuale
- 1995 – Western Collegiate Hockey Association Difensore dell'anno
- 1995 – Western Collegiate Hockey Association First All-Star Team
- 1995 – NCAA West First All-Star Team
- 1997, 1999 – Trofeo Pekka Rautakallio Miglior difensore della SM-liiga
- 1999 – Trofeo Matti Keinonen Miglior +/- della SM-liiga
- 1999 – Kultainen kypärä Miglior giocatore dell'anno della SM-liiga
- 1999–2000 – NHL All-Rookie Team
- 2003–04, 2006-07 – NHL All-Star Game (Eastern Conference)
- Miglior difensore al torneo olimpico di Vancouver 2010[6]
- Membro dell'All-Star Team al torneo olimpico di Vancouver 2010[6]